# Lett Légierő

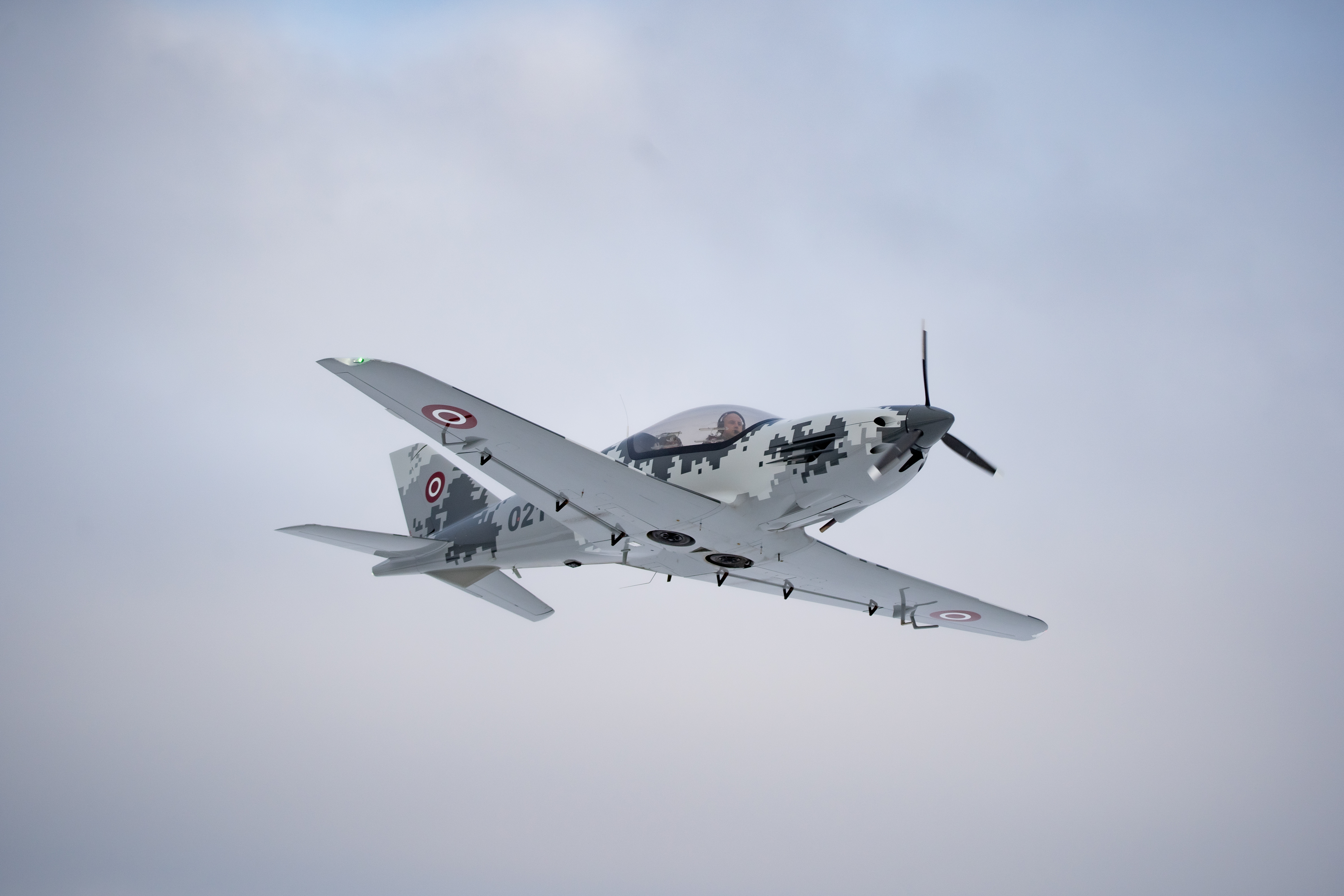
A Lett Légierő Pelegrin Tarragon kiképző repülőgépe

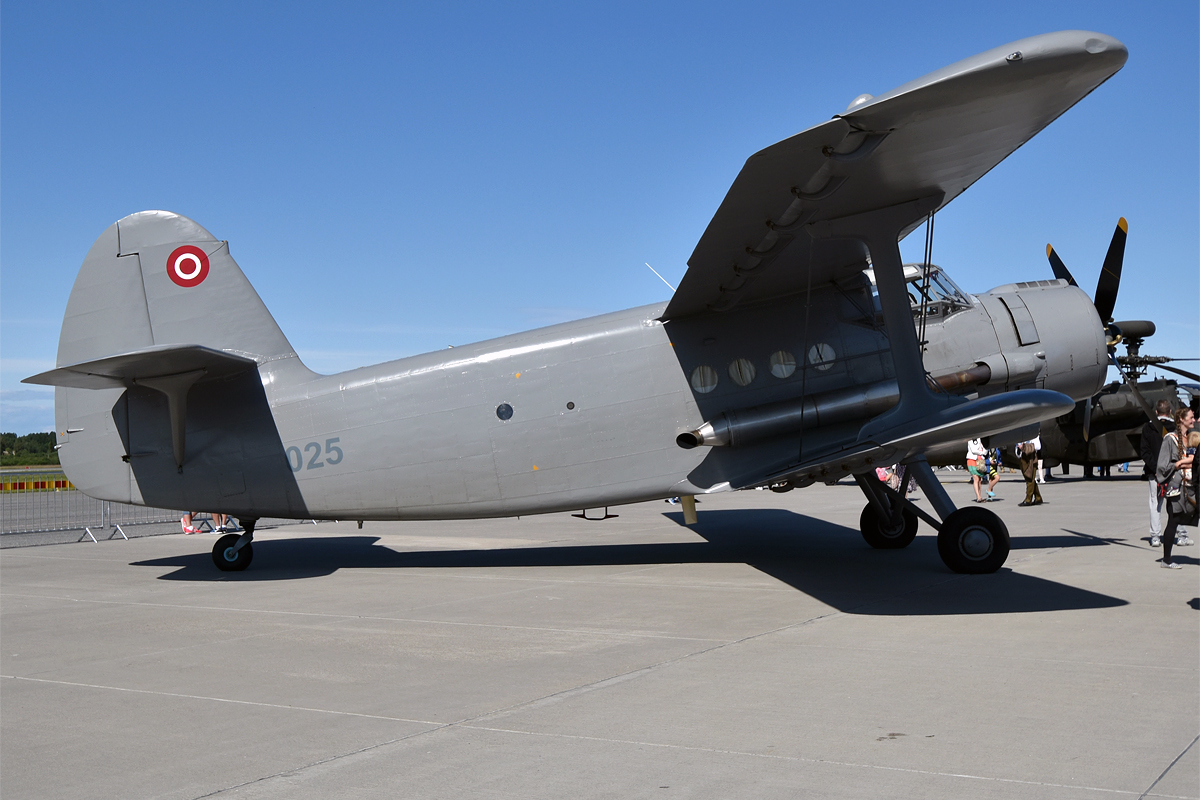
A Lett Légierő An−2-es repülőgépe

A Lett Légierő (lettül: Latvijas Gaisa spēki) a Lett Nemzeti Fegyveres Erők egyik haderőneme, amelynek fő feladata a lett légtér és Lettország szuverenitásának védelme. Létszáma 251 fő. Parancsnoksága Lielvārdéban található. Három további repülőtérrel rendelkezik: Rigában, Rēzeknében és Daugavpilsben. Parancsnoka 2020 januárjától Viesturs Masulis.
A légierő nem rendelkezik harci repülőgépekkel így nincs légiharc-képessége. Lettország légterének védelmét jelentős mértékben a Balti légi rendészet keretében a NATO készültségi ereje látja el.
Felfegyverzett repülőeszköze nincs, repülőeszközeit kizárólag szállító repülőgépek és helikopterek alkotják. Lettország légterét a NATO repülőgépei védik. A NATO egy-egy tagállama a balti légtérben való járőrözéshez féléves váltással 2 db vadászrepülőgépet állomásoztat Litvániában. Lettország légvédelmi rendszere a balti államok BALTNET hálózatának része, amely viszont a NATO egységes légvédelmi rendszerével működik együtt. Lettország 2003-ban rendelte meg 15 millió USD-ért a Lockheed-Martintól a 450 km hatósugarú TPS–117 háromdimenziós radarberendezést, amelyet a lett-orosz határ közelében, Audrini falu mellett telepítettek. 

## Szervezete
Légierő Főparancsnokság
- Repülő század
  - Szállító repülő raj
  - Helikopteres raj
  - Műszaki szakasz

- Légvédelmi század
  - Parancsnoki szakasz
  - Légvédelmi ütegek
  - Támogató szakasz

- Légtérellenőrző század
  - Információs központ
  - Rádiótechnikai pontok

### Bázisok
- Lielvārde légitámaszpont – Lielvārde

## Repülő eszközei
| Származási hely  | Megnevezés        | Feladatkör          | Mennyiség   | Megjegyzés                                                                                  |
| Repülőgépek      | Repülőgépek       | Repülőgépek         | Repülőgépek | Repülőgépek                                                                                 |
| ---------------- | ----------------- | ------------------- | ----------- | ------------------------------------------------------------------------------------------- |
| Lettország       | Pelegrin Tarragon | kiképző repülőgép   | 2 db        | 2022-ben üzembe állítva                                                                     |
| Lengyelország    | An–2              | szállító repülőgép  | 3 db        | További egy példány konzerválva és tárolás alatt.                                           |
| Helikopterek     |                   |                     |             |                                                                                             |
| Egyesült Államok | UH–60M Black Hawk | szállító helikopter | 3 db        | Összesen 4 darab rendelve. A harmadik példányt 2023 áprilisában adták át a Lett Légierőnek. |

Litvánia 2006 júniusában 3 db C–27J Spartan közepes szállító repülőgépet rendelt (az első példány 2006 végén állt szolgálatba), amelyek igény esetén a másik két balti államnak, így Lettországnak is a rendelkezésére állnak.